# Turbina

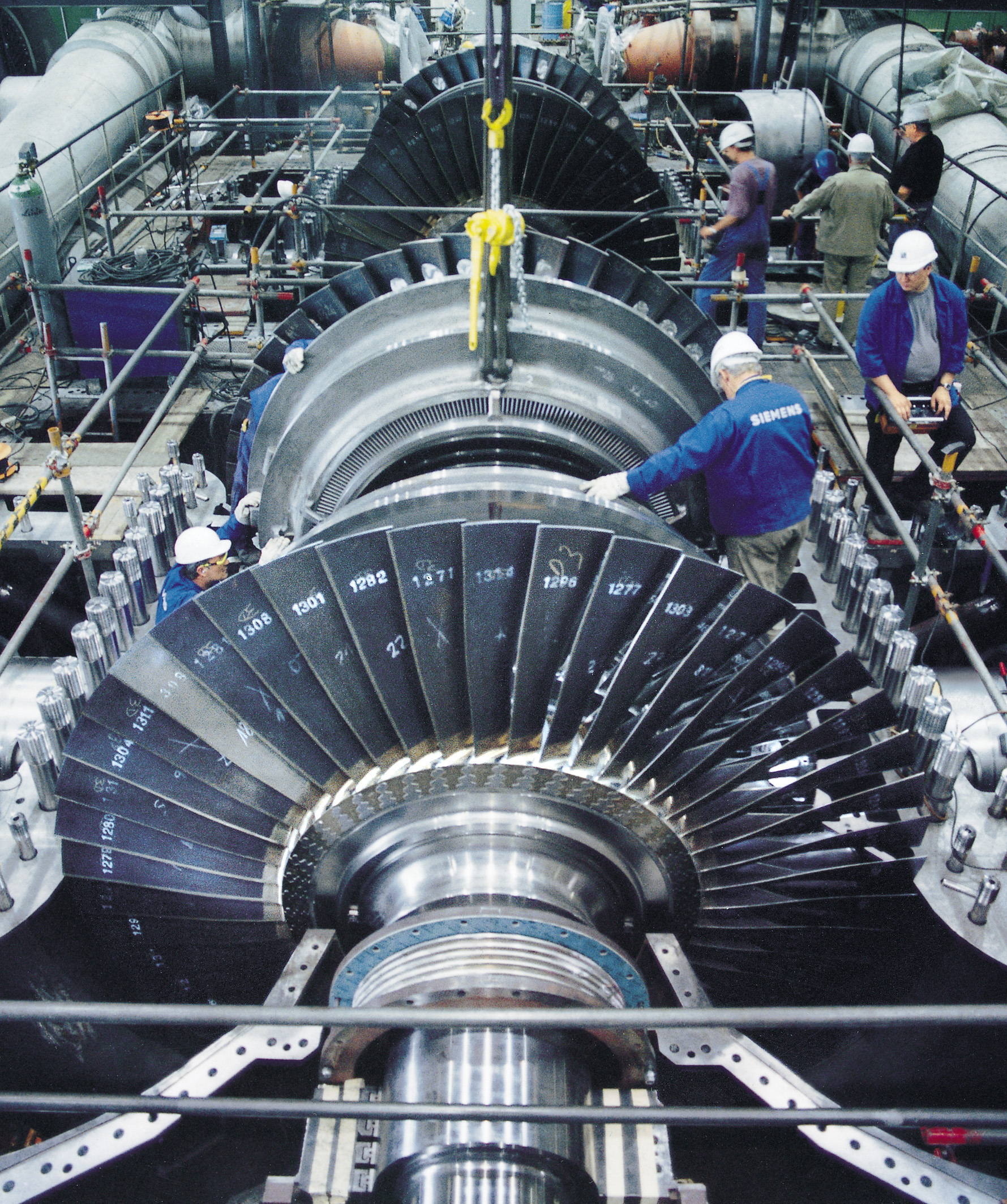
Turbina de vapor de Siemens AG.

Turbina es el nombre genérico que se da a la mayoría de las turbomáquinas motoras. Estas son máquinas de fluido, a través de las cuales pasa un fluido en forma continua y este le entrega su energía cinética a través de un rodete con paletas o álabes.
La turbina es un motor rotatorio que convierte en energía mecánica la energía cinética de una corriente de agua, vapor de agua o gas. El elemento básico de la turbina es la rueda o rotor, que cuenta con palas, hélices, cuchillas o cubos colocados alrededor de su circunferencia, de tal forma que el fluido en movimiento produce una fuerza tangencial que impulsa la rueda y la hace girar. 
Esta energía mecánica se transfiere a través de un eje para proporcionar el movimiento de una máquina, un compresor, un generador eléctrico o una hélice.
Las turbinas constan de 1 o 2 ruedas con paletas, denominadas rotor y estátor, siendo la primera la que, impulsada por el fluido, arrastra el eje en el que se obtiene el movimiento de rotación.
Hasta el momento, la turbina es uno de los motores más eficientes que existen (alrededor del 50 %) con respecto a los motores de combustión interna y hasta algunos eléctricos. Ya en los años 20, unos inventores, entre ellos uno de apellido Thyssen, patentaron una turbina de combustión interna a la que atribuyeron un rendimiento termodinámico del 31 %.
El término turbina suele aplicarse también, por ser el componente principal, al conjunto de varias turbinas conectadas a un generador para la obtención de energía eléctrica. El término fue acuñado en 1822 por el ingeniero de minas francés Claude Burdin del griego τύρβη, tyrbē, que significa "vórtice" o "girando", en un memorando, "Des turbines hydrauliques ou machines rotatoires à grande vitesse", que presentó en la Académie royale des sciences en París. Benoit Fourneyron, un antiguo alumno de Claude Burdin, construyó la primera turbina de agua práctica.

## Teoría de la operación

Esquema de turbinas de impulso y reacción, donde el rotor es la parte giratoria, y el estator es la parte estacionaria de la máquina.

Un fluido de trabajo contiene energía potencial (presión de carga) y energía cinética (carga de velocidad). El fluido puede ser compresible o incompresible. Las turbinas emplean varios principios físicos para recolectar esta energía:
Las turbinas de impulso cambian la dirección del flujo de un fluido de alta velocidad o chorro de gas. El impulso resultante hace girar la turbina y deja el flujo de fluido con energía cinética disminuida. No hay cambio de presión del fluido o gas en los álabes de la turbina (los álabes móviles), como en el caso de una turbina de vapor o de gas, toda la caída de presión tiene lugar en los álabes estacionarios (las boquillas). Antes de llegar a la turbina, la "carga de presión" del fluido se cambia a "carga de velocidad" acelerando el fluido con una boquilla. Las ruedas Pelton y las turbinas de Laval utilizan este proceso exclusivamente. Las turbinas de impulso no requieren un marco de presión alrededor del rotor, ya que el chorro de fluido lo crea la boquilla antes de llegar a las palas del rotor. La segunda ley de Newton describe la transferencia de energía para las turbinas de impulso. Las turbinas de impulso son más eficientes para usar en casos donde el flujo es bajo y la presión de entrada es alta.
Las turbinas de reacción desarrollan torque al reaccionar a la presión o masa del gas o fluido. La presión del gas o fluido cambia a medida que pasa a través de las palas del rotor de la turbina. Se necesita un marco de presión para contener el fluido de trabajo a medida que actúa en la(s) etapa(s) de la turbina o la turbina debe estar completamente sumergida en el flujo de fluido (como en las turbinas eólicas). La carcasa contiene y dirige el fluido de trabajo y, para las turbinas de agua, mantiene la succión impartida por el tubo de tiro. Las turbinas Francis y la mayoría de las turbinas de vapor utilizan este concepto. Para fluidos de trabajo comprimibles, se suelen utilizar múltiples etapas de turbina para aprovechar el gas en expansión de manera eficiente. La tercera ley de Newton describe la transferencia de energía para las turbinas de reacción. Las turbinas de reacción se adaptan mejor a velocidades de flujo más altas o aplicaciones en las que la altura del fluido (presión aguas arriba) es baja.
En el caso de las turbinas de vapor, como las que se utilizarían para aplicaciones marinas o para la generación de electricidad en tierra, una turbina de reacción de tipo Parsons requeriría aproximadamente el doble de filas de álabes que una turbina de impulso de tipo de Laval, para el mismo grado de conversión de energía térmica. Si bien esto hace que la turbina Parsons sea mucho más larga y pesada, la eficiencia general de una turbina de reacción es ligeramente superior a la de una turbina de impulso equivalente para la misma conversión de energía térmica.
En la práctica, los diseños de turbinas modernas utilizan conceptos de reacción e impulso en diversos grados siempre que sea posible. Las turbinas eólicas utilizan un perfil aerodinámico para generar una sustentación de reacción a partir del fluido en movimiento e impartirla al rotor. Las turbinas eólicas también obtienen algo de energía del impulso del viento, desviándolo en ángulo. Las turbinas con múltiples etapas pueden usar álabes de reacción o de impulso a alta presión. Las turbinas de vapor eran tradicionalmente más de impulso, pero continúan avanzando hacia diseños de reacción similares a los utilizados en las turbinas de gas. A baja presión, el medio fluido operativo se expande en volumen para pequeñas reducciones de presión. En estas condiciones, el álabe se convierte estrictamente en un diseño de tipo de reacción con la base del álabe únicamente de impulso. La razón se debe al efecto de la velocidad de rotación de cada pala. A medida que aumenta el volumen, aumenta la altura de la hoja y la base de la hoja gira a una velocidad más lenta en relación con la punta. Este cambio en la velocidad obliga a un diseñador a cambiar de impulso en la base a una punta de estilo de reacción alta.
Los métodos clásicos de diseño de turbinas se desarrollaron a mediados del siglo XIX. El análisis vectorial relacionó el flujo de fluido con la forma y rotación de la turbina. Al principio se utilizaron métodos de cálculo gráfico. Las fórmulas para las dimensiones básicas de las piezas de la turbina están bien documentadas y se puede diseñar una máquina altamente eficiente para cualquier fluido y condición de flujo. Algunos de los cálculos son fórmulas empíricas o de "regla general", y otros se basan en mecánica clásica. Como con la mayoría de los cálculos de ingeniería, se hicieron suposiciones simplificadoras.

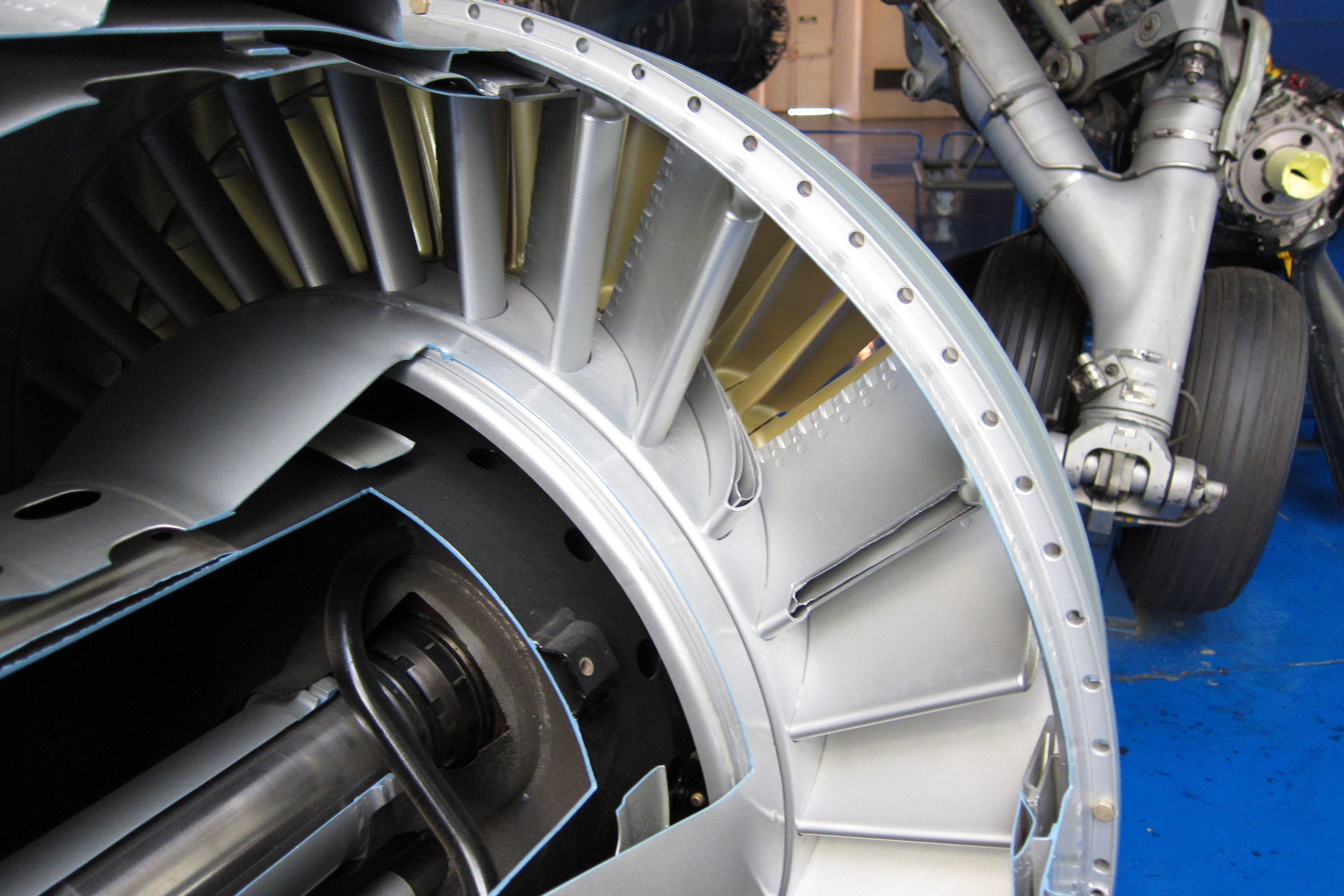
Álabes guía de entrada de turbina de un turborreactor

Los triángulos de velocidad se pueden utilizar para calcular el rendimiento básico de una etapa de turbina. El gas sale de los álabes guía de la boquilla de la turbina estacionaria a velocidad absoluta Va1. El rotor gira a velocidad U. En relación con el rotor, la velocidad del gas cuando incide en la entrada del rotor es Vr1. El gas es girado por el rotor y sale, en relación con el rotor, a una velocidad Vr2. Sin embargo, en términos absolutos, la velocidad de salida del rotor es Va2. Los triángulos de velocidad se construyen utilizando estos diversos vectores de velocidad. Los triángulos de velocidad se pueden construir en cualquier sección a través del álabe (por ejemplo: cubo, punta, sección media, etc.), pero generalmente se muestran en el radio medio de la etapa. El rendimiento medio de la etapa se puede calcular a partir de los triángulos de velocidad, en este radio, utilizando la ecuación de Euler:
{\displaystyle \Delta h=u\cdot \Delta v_{w}}
Por eso:
{\displaystyle {\frac {\Delta h}{T}}={\frac {u\cdot \Delta v_{w}}{T}}}
dónde:
{\displaystyle \Delta h} es la caída de entalpía específica a través de la etapa
{\displaystyle T} es la temperatura total (o de estancamiento) de entrada a la turbina
{\displaystyle u} es la velocidad periférica del rotor de la turbina
{\displaystyle \Delta v_{w}} es el cambio en la velocidad del torbellino
La relación de presión de la turbina es una función de {\displaystyle {\frac {\Delta h}{T}}} y la eficiencia de la turbina.
El diseño moderno de turbinas lleva los cálculos más allá. La dinámica de fluidos computacional prescinde de muchas de las suposiciones simplificadoras utilizadas para derivar fórmulas clásicas y el software informático facilita la optimización. Estas herramientas han llevado a mejoras constantes en el diseño de turbinas durante los últimos cuarenta años.
La clasificación numérica principal de una turbina es su velocidad específica. Este número describe la velocidad de la turbina en su máxima eficiencia con respecto a la potencia y el caudal. La velocidad específica se deriva para que sea independiente del tamaño de la turbina. Dadas las condiciones de flujo del fluido y la velocidad de salida del eje deseada, se puede calcular la velocidad específica y seleccionar un diseño de turbina apropiado.
La velocidad específica, junto con algunas fórmulas fundamentales, se pueden utilizar para escalar de forma fiable un diseño existente de rendimiento conocido a un nuevo tamaño con el rendimiento correspondiente.
El rendimiento fuera del diseño normalmente se muestra como un mapa de turbina o característica.
El número de álabes en el rotor y el número de álabes en el estator suelen ser dos números primos diferentes para reducir los armónicos y maximizar la frecuencia de paso de los álabes.

## Clasificación

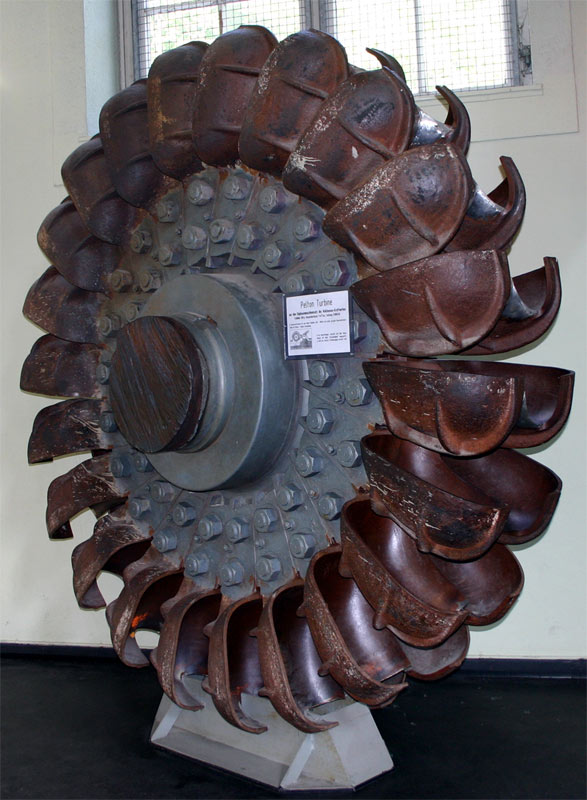
Turbina Pelton de la central hidroeléctrica de Walchensee en Alemania

Las turbinas pueden clasificarse en dos subgrupos principales: hidráulicas y térmicas.

### Turbinas hidráulicas
Son aquellas cuyo fluido de trabajo no sufre un cambio de densidad considerable a través de su paso por el rodete o por el estátor; estas son generalmente las turbinas de agua, que son las más comunes, pero igual se pueden catalogar como turbinas hidráulicas a los molinos de viento o aerogeneradores. 
Dentro de este género suele hablarse de:
Turbinas de acción
Son aquellas en que el fluido no sufre ningún cambio de presión a través de su paso por el rodete. La presión que el fluido tiene a la entrada en la turbina se reduce hasta la presión atmosférica en la corona directriz, manteniéndose constante en todo el rodete. Su principal característica es que carecen de tubería de aspiración. La principal turbina de acción es la Turbina Pelton, cuyo flujo es tangencial. Se caracterizan por tener un número específico de revoluciones bajo (ns<=30). El distribuidor en estas turbinas se denomina inyector.
Turbinas de reacción
Son aquellas en el que el fluido sufre un cambio de presión considerable en su paso por el rodete. El fluido entra en el rodete con una presión superior a la atmosférica y a la salida de este presenta una depresión. Se caracterizan por presentar una tubería de aspiración, la cual une la salida del rodete con la zona de descarga de fluido. Estas turbinas se pueden dividir atendiendo a la configuración de los álabes. Así, existen las turbinas de álabes fijos (Francis->Radial axial, no diagonal; Hélice->Flujo axial) y turbinas con álabes orientables (Deriaz->Flujo diagonal; Kaplan->Flujo axial). El empleo de álabes orientables permite obtener rendimientos hidráulicos mayores.
El rango de aplicación (una aproximación) de las turbinas, de menor a mayor salto es: kaplan-francis-pelton
El número específico de revoluciones es un número común para todas las turbinas/bombas geométricamente semejantes (de menor a mayor es: pelton-francis-kaplan). Cuanto mayor es el número específico de revoluciones, tanto mayor es el riesgo de cavitación de la turbina, es decir, una Turbina Kaplan tiene más probabilidad de que se dé en ella el fenómeno de la cavitación que en una Turbina Francis o una Pelton.

### Turbinas térmicas
Son aquellas cuyo fluido de trabajo sufre un cambio de densidad considerable a través de su paso por la máquina. 
Estas se suelen clasificar en dos subconjuntos distintos debido a sus diferencias fundamentales de diseño:
Turbinas de vapor
Su fluido de trabajo puede sufrir un cambio de fase durante su paso por el rodete; este es el caso de las turbinas a mercurio, que fueron populares en algún momento, y el de las turbinas a vapor de agua, que son las más comunes.
Turbinas de gas
En este tipo de turbinas no se espera un cambio de fase del fluido durante su paso por el rodete.
También al hablar de turbinas térmicas, suele hablarse de los siguientes subgrupos:
Turbinas a acción
En este tipo de turbinas el salto entálpico ocurre solo en el estátor, dándose la transferencia de energía solo por acción del cambio de velocidad del fluido.
Turbinas a reacción
El salto entálpico se realiza tanto en el rodete como en el estátor, o posiblemente, solo en rotor.
Igual de común es clasificar las turbinas por la presión existente en ellas en relación con otras turbinas dispuestas en el mismo grupo:
Turbinas de alta presión
Son las más pequeñas de entre todas las etapas y son las primeras por donde entra el fluido de trabajo a la turbina.
Turbinas de media presión
Turbinas de baja presión
Son las últimas de entre todas las etapas, son las más largas y ya no pueden ser más modeladas por la descripción euleriana de las turbomáquinas etc.

## Turbinas eólicas
Una turbina eólica es un mecanismo que transforma la energía del viento en otra forma de energía útil como mecánica o eléctrica. 
La energía cinética del viento es transformada en energía mecánica por medio de la rotación de un eje. Esta energía mecánica puede ser aprovechada para moler, como ocurría en los antiguos molinos de viento, o para bombear agua, como en el caso del molino multipala. La energía mecánica puede ser transformada en eléctrica mediante un generador eléctrico (un alternador o un dinamo). La energía eléctrica generada se puede almacenar en baterías o utilizarse directamente.

## Turbina submarina
Una Turbina submarina es un dispositivo mecánico que convierte la energía de las  corrientes submarinas en energía eléctrica. Consiste en aprovechar la energía cinética de las corrientes submarinas, fijando al fondo submarino turbinas montadas sobre torres prefabricadas para que puedan rotar en busca de las corrientes submarinas. Ya que la velocidad de estas corrientes varía a lo largo de un año, se han de ubicar en los lugares más propicios en donde la velocidad de las corrientes varían entre 3 km/h y 10 km/h para implantar centrales turbínicas preferentemente en profundidades lo más someras posibles y que no dañen ningún ecosistema submarino. Las turbinas tendrían una malla de protección que impediría la absorción de animales acuáticos.

## Usos

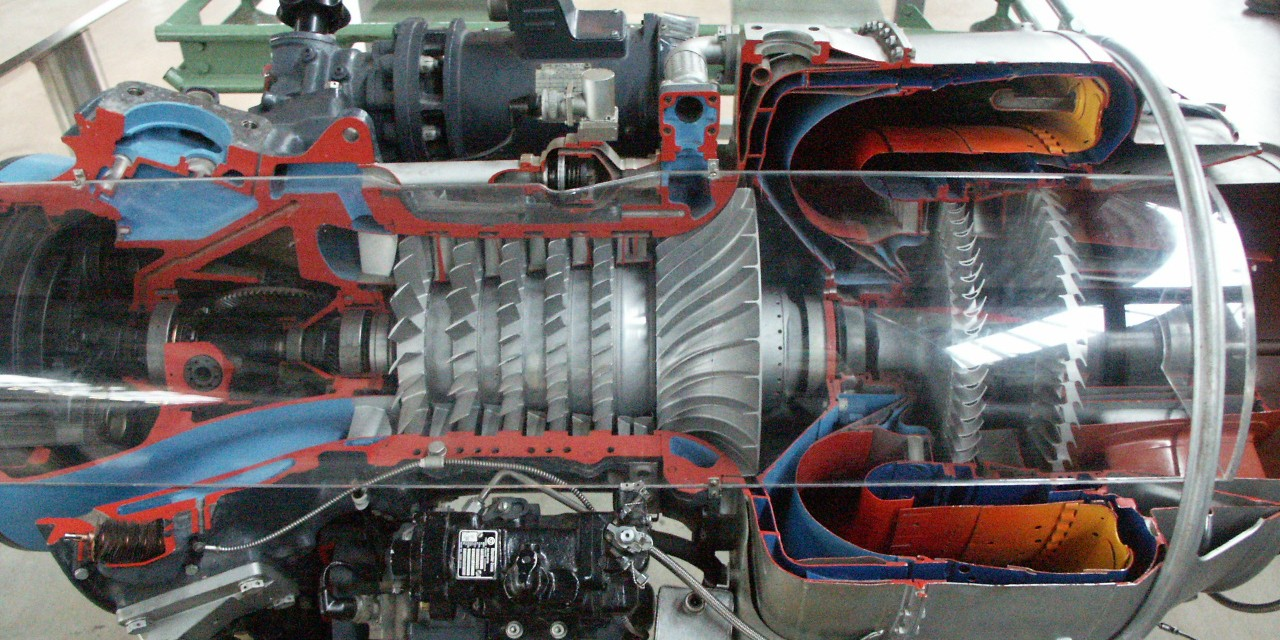
Entrada de aire de turbina de gas Lycoming T53

Una gran proporción de la energía eléctrica del mundo es generada por turbogeneradores.
Las turbinas se utilizan en motores turbinas de gas en tierra, mar y aire.
Los turbocompresores se utilizan en motores de pistón.
Las turbinas de gas tienen densidades de potencia muy altas (es decir, la relación potencia/masa o potencia/volumen) porque funcionan a velocidades muy altas. El motor principal del transbordador espacial usaba turbobombas (máquinas que consisten en una bomba impulsada por un motor de turbina) para alimentar los propulsores (oxígeno líquido e hidrógeno líquido) en la cámara de combustión del motor. La turbobomba de hidrógeno líquido es ligeramente más grande que el motor de un automóvil (con un peso aproximado de 700 lb) y la turbina produce casi 70 000 CV (52,2 MW).
Los turboexpansores se utilizan para refrigeración en procesos industriales.

## Para más información
- Layton, Edwin T. "From Rule of Thumb to Scientific Engineering: James B. Francis and the Invention of the Francis Turbine," NLA Monograph Series. Stony Brook, NY:  Research Foundation of the State University of New York, 1992.